# Jezioro Bialskie

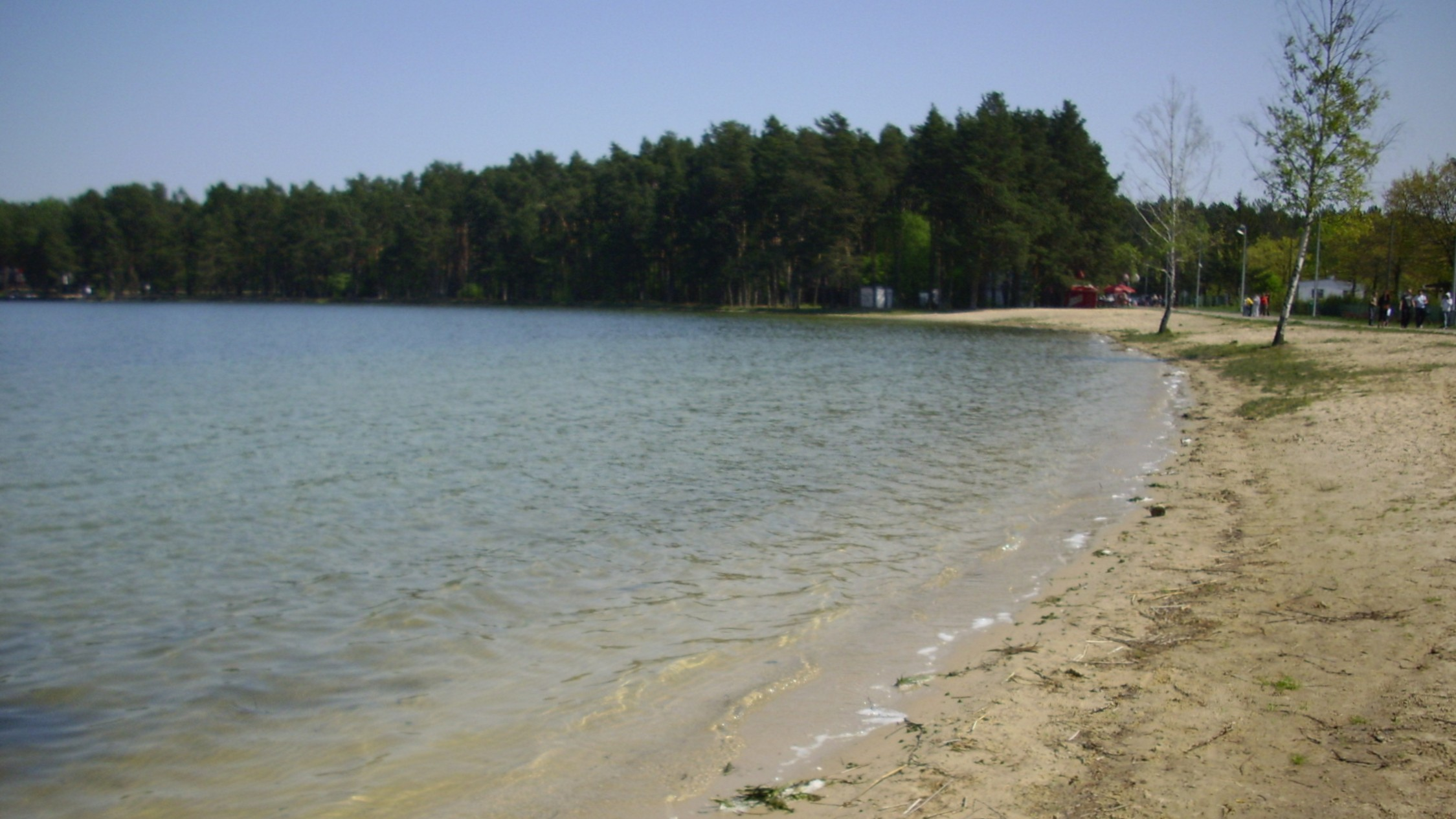
Zalesiony brzeg jeziora

Jezioro Bialskie – jezioro położone we wsi Białka, gmina Dębowa Kłoda niedaleko Parczewa, na pojezierzu Łęczyńsko-Włodawskim w zlewni rzeki Konotopy.
W sezonie letnim używane jest w celach rekreacyjnych. Istnieje dogodna baza noclegowa w postaci domków letniskowych, ośrodków wypoczynkowych oraz pól kempingowych i namiotowych. Jezioro ma kształt owalny o powierzchni 31,7 hektara i objętości 2 158 000 m³, jego  maksymalna głębokość to 18,2 m. Według badań Inspekcji Ochrony Środowiska w Lublinie jezioro posiada II klasę czystości.